# Одной ногой в могиле
«Одной ногой в могиле» (англ. One Foot in the Grave) — британский телевизионный ситком, снятый Дэвидом Ренвиком. В течение десяти лет, с начала 1990 по конец 2000 года, было выпущено шесть сезонов (каждый из которых состоял из шести получасовых серий) и семь специальных рождественских выпусков. Первые пять сезонов были показаны в период с января 1990 по январь 1995 года. В течение следующих пяти лет шоу выходило только в качестве рождественских выпусков, за которыми последовал шестой и заключительный сезон в 2000 году.
В сериале рассказывается о подвигах Виктора Мелдрю, которого играет Ричард Уилсон, и его многострадальной жены Маргарет, которую играет Аннет Кросби. Уилсон изначально отказался от роли Мелдрю, и Дэвид Ренвик рассматривал на эту роль Леса Доусона, пока Уилсон не передумал. В программах неизменно рассказывается о борьбе Мелдрю с целым рядом проблем, некоторые из которых он создает сам.
Действие происходит в безымянном городке на юге Англии, где Виктор вынужденно уходит на пенсию раньше срока. Его разнообразные попытки занять себя, сталкиваясь с различными неприятностями и недоразумениями, стали темой ситкома. Сцены в помещении были сняты на видео в телецентре BBC , а большинство сцен снаружи были сняты на Тресиллиан-Уэй в Уолкфорде, Крайстчерч, Дорсет. Несмотря на традиционное производство, сериал отличается от домашнего ситкома элементами чёрного юмора и сюрреализма.
Сериал иногда становился предметом споров из-за некоторых мрачных сюжетных элементов, но, тем не менее, получил ряд наград, в том числе премию BAFTA 1992 года за лучшую комедию. Программа заняла 80-е место в списке 100 величайших британских телевизионных программ, составленном Британским институтом кинематографии. Четыре эпизода были переделаны для BBC Radio 2. Сериал вдохновил на роман, опубликованный в 1992 году, в котором были показаны самые запоминающиеся моменты из первых двух серий и первого рождественского выпуска.

## серии
| Сезон       | Серии       | Серии       | Даты показа     | Даты показа     |
| Сезон       | Серии       | Серии       | Первая серия    | Последняя серия |
| ----------- | ----------- | ----------- | --------------- | --------------- |
| 1           | 6           | 6           | 4 января 1990   | 8 февраля 1990  |
| 2           | 6           | 6           | 4 октября 1990  | 15 ноября 1990  |
| 2           | специальный | специальный | 27 декабря 1990 | 27 декабря 1990 |
| 3           | специальный | специальный | 30 декабря 1991 | 30 декабря 1991 |
| 3           | 6           | 6           | 2 февраля 1992  | 8 марта 1992    |
| 4           | 6           | 6           | 31 января 1993  | 7 марта 1993    |
| 4           | специальный | специальный | 26 декабря 1993 | 26 декабря 1993 |
| 5           | специальный | специальный | 25 декабря 1994 | 25 декабря 1994 |
| 5           | 5           | 5           | 1 января 1995   | 29 января 1995  |
| 5           | специальный | специальный | 25 декабря 1995 | 25 декабря 1995 |
| специальные | специальные | специальные | 25 декабря 1996 | 25 декабря 1997 |
| 6           | 6           | 6           | 16 октября 2000 | 20 ноября 2000  |